# Вулиця Ярослави Музики
Вулиця Ярослави Музики (на деяких мапах помилково позначена, як вулиця Ярослава Музики) — вулиця у Франківському районі міста Львова, в місцевості Кульпарків. Трамвайна колія, прокладена по вулиці Княгині Ольги поділяє вулицю Ярослави Музики на дві частини: одна частина сполучає вулиці Івана-Теодозія Куровця та Княгині Ольги, утворюючи перехрестя з вулицями Григорія Грабянки, Молдавською та Сонячною. В цій частині прилучаються вулиці Керамічна, Веделя, Софії Караффи-Корбут та Стефанії Шабатури. В іншій частині, сполучає вулиці Княгині Ольги та Капітана Білинського, прилучається вулиця Балтійська.

## Історія
Вулиця прокладена у 1950-х роках, разом із сусідніми вулицями. У 1953 році отримала назву вулиця Кулібіна, на честь російського механіка-винахідника Івана Кулібіна. Сучасна назва вулиці походить з 1992 року, на честь української художниці-графікеси, реставраторки та громадської діячки Ярослави Музики.

## Забудова
Вулиця Ярослави Музики почала забудовуватися у другій половині 1950-х років, переважно одноповерховими будинками барачного типу та типовими двоповерховими будинками у стилі конструктивізм. Збереглося декілька будинків 1930-х років — залишки колишнього села Кульпарків. На початку вулиці зведено декілька сучасних багатоповерхівок, також наявні сучасні приватні садиби.